# 北諫早村
北諫早村（きたいさはやむら）は、長崎県北高来郡の中部にあった村。1923年（大正12年）に隣接する諫早町および諫早村と合併を行い、改めて発足した諫早町の一部となった。
現在の諫早市諫早地域のうち、中央地区の一部にあたる。

## 地理
本明川の中流左岸、五家原岳南麓の台地や本明川の支流域を村域とする。村名は諫早町と諫早村の北に位置することによる。
- 河川：本明川、目代川、富川、湯野尾川、琴川、谷川、綿打川、東川内川、前内川、福田川、中山西川

## 沿革
- 1889年（明治22年）4月1日 - 町村制施行により、栄田村・下本明村・福田村が合併し北高来郡北諫早村が発足。
- 1894年（明治27年） - 村役場を大字下本明輪内名に新設。
- 1898年（明治31年）11月27日 - 九州鉄道長崎線が延伸され、当村域に諫早駅を設置。
- 1911年（明治44年）8月24日 - 島原鉄道線の諫早駅が開業。
- 1923年（大正12年）4月1日 - 諫早町・諫早村と合併し改めて諫早町が発足し、北諫早村は自治体として消滅。

## 地名
名を行政区域とする。また、名の名称に「栄田」「下本明」「福田」の大字を冠する。
大字栄田（えいだ）
- 永昌名（えいしょう）
- 本村名[1]

大字下本明（しもほんみょう）
- 本明名
- 目代名
- 輪内名（わうち）

大字福田
- 福田名[2]

## 交通

### 鉄道
日本国有鉄道
- 長崎本線[3]

諫早駅 - （本野村）
島原鉄道
- 島原鉄道線

諫早駅 - （諫早村）